# Јастреб крајпуташ
Јастреб крајпуташ (лат. Rupornis magnirostris) је врста птице грабљивице из породице јастребова (лат. Accipitridae), сврстана је у монотипични род Rupornis и има велики број подврста. Широко је распрострањена у Латинској Америци.

## Опис
Јастреб крајпуташ достиже дужину од 31-41 cm и тежину од 250-300 g. Мужјаци су око 20% мањи од женки, што је уједно и једина значајна разлика између полова. Код већине подврста, доњи део тела је пругаст смеђе-бео, док реп има 4 или 5 сивих пруга. У већини научних радова признато је 12 подврста, а између њих постоје значајне разлике у боји перја. Зависно од подврсте, преовлађујуће боје су смеђа или сива. Обично је уочљиво и присуство риђе боје на крилима, што се најбоље види у лету. Очи одраслих јединки су беличасте или жућкасте. Кљун му је релативно велик, на шта указује и његово латинско научно име (magni = велики; rostri = кљун). Лако је препознатљив у лету, због свог релативно дугог репа и кратких крила.

## Подврсте
Подврсте и њихова распрострањеност:
- – (Ridgway, 1874): присутна у Мексику (јужно од Колиме, Новог Леона и Тамаулипаса, изузев Јукатана и Табаска), јужној и северозападној Коста Рици и западној Панами (покрајина Чирики).
- – Peters, 1913: присутна у југоисточном Мексику (Табаско и полусотрво Јукатан) и северни Белизе.
- – Ridgway, 1885: присутна на острвима Козумел и Исла Холбош, у близини Јукатана.
- – (Bond, 1936): присутна на острвима Бонака и Роатан у близини обале Хондураса.
- – van Rossem, 1935: присутна у југозападној Коста Рики и западној Панами и оближњим острвима.
- – Peters & Griscom, 1929: присутна на острвима Сан Хозе и Сан Мигуел, која су део острвља Бисерна острва.
- – (Gmelin, 1788): номинална подврста, присутна у Колумбији, Еквадору, Венецуели, Гвајанама, и бразилском делу Амазоније (од Мадеире до обале Атлантског океана).
- – Bangs, 1911: присутна у Перуу, Бразилу (јужно од реке Амазон и западно од реке Мадеире) и Боливији.
- – (P.L. Sclater & Salvin, 1876): присутна у Боливији, Парагвају, југозападном Бразилу (југозапад Мато Гросо), западној Аргентини (на југу све до Ла Риохе).
- – (P. L. Sclater & Salvin, 1869): присутна у североисточном Бразилу до јужне Баије.
- – (Bertoni, 1901): присутна у јужном Бразилу, северној Аргентини (покрајина Мисионес) и оближњим деловима Парагваја.
- – (J. Verreaux & E. Verreaux, 1855): присутна у Уругвају и североисточној Аргентини (на југу до покрајине Буенос Ајрес).

## Распрострањеност и станиште
Јастреб крајпуташ је присутан у великом броју на већем делу свог ареала: од Мексика, преко Централне Америке до већег дела Јужне Америке, где насељава простор од обале Карипског мора на северу, до североисточне Аргентине на југу. Са могућим изузетком густих кишних шума, добро је прилагођен већини екосистема у свом ареалу. Такође је урбана птица и могуће је да је најбројнија врста из породице јастребова у градовима широм свог ареала или бар најупадљивија, јер у време гнежђења постаје агресивна и напада људе који пролазе у близини њеног гнезда.

## Исхрана
Претежно се храни инсектима, љускашима, и малим сисарима, као што су младунци обичног мармозета (Callithrix jacchus) и сличним врстама малих мајмуна, које често лови. понекад се храни малим птицама, али у много мањој мери од сродних врста, као што је белорепи јастреб (Geranoaetus albicaudatus), или далеко сродних врста, као што је оловни соко (Falco femoralis). Јата птица, сачињена од већег броја врста, која сусреће док лови, не показују велики страх од њега.